# Caroline Ashurst Biggs
Caroline Ashurst Biggs, född 23 augusti 1840 i Leicester, död 4 september 1889 i London, var en brittisk journalist och feminist.
Biggs var aktiv inom kvinnorörelsen och var redaktör för The English-Woman's Review 1870–1889. Hon var syster till Emilie Ashurst Venturi.